# كونستانتين بريزان
كونستانتين بريزان (بالرومانية: Constantin Prezan )‏ كان جنرالًا رومانيًّا خدم في الحرب العالمية الأولى والحرب العالمية الثانية.